# محمت توپال
محمت توپال (ترکی استانبولی: Mehmet Topal؛ زادهٔ ۳ مارس ۱۹۸۶) بازیکن فوتبال اهل ترکیه است.
از باشگاه‌هایی که در آن بازی کرده‌است می‌توان به گالاتاسرای، والنسیا، فنرباغچه و استانبول باشاک‌شهر اشاره کرد.
وی همچنین در تیم ملی فوتبال ترکیه نیز بازی کرده‌است.